# Estación de O'Donnell (Adif)
No debe confundirse con la estación de O'Donnell del Metro de Madrid.
O'Donnell es una estación de ferrocarril situada en el municipio español de Madrid, en la Comunidad de Madrid. En la actualidad las instalaciones, que constituyen un nudo ferroviario de importancia secundaria, están cerradas al público y no ofrecen servicios ferroviarios.

## Situación ferroviaria
La estación forma parte del trazado de las siguientes líneas férreas:
- Línea férrea de ancho ibérico Madrid-Barcelona, punto kilométrico 11,0.[1]
- Línea férrea de ancho ibérico O'Donnell-Vicálvaro Clasificación, punto kilométrico 11,0.

## Historia
La estación fue inaugurada en la década de 1960 con la apertura por parte de RENFE de los nuevos enlaces ferroviarios del casco urbano de Madrid. En 1965 entró en servicio el trazado que enlazaba las instalaciones de Madrid-Chamartín con el trazado original de la línea Madrid-Zaragoza a través de Coslada/San Fernando. Las instalaciones de O'Donnell se encontraban muy alejadas de los núcleos poblados, lo que acabaría llevando a su declive y eventual cierre a servicios de pasajeros. Desde enero de 2005, con la extinción de la antigua RENFE, el ente Adif se ha hecho cargo de las instalaciones.